# Karl 2. af England
Karl 2. (engelsk: Charles II) (29. maj 1630 – 6. februar 1685) var konge af Skotland fra 1649 til 1651 og konge af England, Skotland og Irland fra 29. maj 1660 til sin død i 1685.

## Biografi
Karl var søn af Karl 1. af England og måtte gå i landflygtighed 1646, da Oliver Cromwell kom til magten efter borgerkrigen. Han kom hjem i 1660 mod at underskrive en erklæring, der sikrede Parlamentet.
Karl 2. blev gift med den portugisiske prinsesse Katarina af Braganza, datter af kong Johan 4. af Portugal og dronning Luisa de Guzmán den 22. maj 1662 i Portsmounth. Katarina blev dronning af England, men blev ikke kronet, fordi hun var katolik. Karl konverterede til katolicismen på sit dødsleje. De fik aldrig børn sammen. 
Som medgift fik England de portugisiske besiddelser: Mumbai (Bombay) i Indien og Tanger i det nordlige Marokko.
Det var Katarina, som introducerede brugen af te "the five o'clock tea", da hun var forarget over hofdamernes vindrikkeri. Hun introducerede også gafler ved bordet.

## Titler
- 29. 1630 - maj 1638: Hertugen af Cornwall
- Maj 1638 - 30. januar 1649: Prinsen af Wales
- 30. januar 1649 - 6. februar 1685: Hans Majestæt Kongen

## Karl 2.'s børn
Karl 2. efterlod sig ingen retmæssig arving, men talrige uægte børn med mange forskellige:
1. Med Lucy Walter (1630 – 1658)
  1. James Crofts "Scott" (1649 – 1685).
  2. Mary Crofts. (c. 1651) Ikke anerkendt barn af Karl II
2. Med Elizabeth Killigrew (1622 – 1680)
  1. Charlotte Jemima Henrietta Maria Boyle, "Fitzcharles" (1650 – 1684)
3. Med Catherine Pegge, Lady Green
  1. Charles Fitzcharles (1657 – 1680), kendt som "Don Carlos".
  2. Catherine Fitzcharles (født 1658, død som ung)
4. Med Barbara Palmer, Lady Castlemaine (1640 – 1709).
  1. Anne Palmer (Fitzroy) (1661 – 1722)
  2. Charles Fitzroy (1662 – 1730).
  3. Henry Fitzroy (1663 – 1690)
  4. Charlotte Fitzroy (1664 – 1718), Grevinde af Lichfield
  5. George Fitzroy (1665 – 1716)
  6. Barbara (Benedicta) Fitzroy (1672 – 1737) – Hun var anerkendt som Karls datter, men var sandsynligvis John Churchills datter.
5. Med Eleanor "Nell" Gwynne (1642 – 1687)
  1. Charles Beauclerk (1670 – 1726)
  2. James Beauclerk (1671 – 1681)
6. Med Louise Renée de Penancoet da Kéroualle (1648 – 1734)
  1. Charles Lennox (1672 -1723)
7. Med Mary 'Moll' Davis
  1. Mary Tudor (1673 – 1726)